# خانه (فیلم هندی ۲۰۱۷)
خانه 
(به تلوگویی: Gruham) یا او (به تامیلی: Aval) فیلمی محصول سال ۲۰۱۷ و به کارگردانی میلیند رائو است. در این فیلم بازیگرانی همچون سیدارت نارایان، آندریا جرمیا و آتول کولکارنی ایفای نقش کرده‌اند.